# Нифон (Сайкали)
Митрополит Нифон (Сайкали) (4 декабря 1941, Захле, Ливан) — епископ Антиохийской православной церкви, митрополит Филиппопольский, викарий Патриарха Антиохийского и всего Востока. Представитель Патриарха Антиохийского при Патриархе Московском, настоятель Антиохийского подворья в Москве.

## Биография
Родился 4 декабря 1941 года. Его отец Гуфраил Сайкали (Ghufrail Seikaly) был православным священником, а мать, маронитка, работала директором Американской школы в Каире.
Учился в иезуитской школе, окончил евангелический колледж в Захле и в 1959 году — математический факультет колледжа при Американском университете в Бейруте.
После знакомства с митрополитом Нифоном (Саба) решил посвятить себя церковному служению.
В 1959 году рукоположён в диаконский сан и в том же году приехал в Советский Союз учиться в Московской духовной академии.
В 1964 году окончил Московскую духовную академию со степенью кандидата богословия. В том же году в Храме святого Николая в Захле был рукоположён в сан священника с возведением в сан архимандрита.
Был секретарем митрополита Захлейского и Илиопольского Нифона (Саба). В свободное время преподавал математику и английский язык в школе святой Анны в городе Райяк (Ливан). После смерти митрополита Нифона, продолжил служить при новом митрополите Спиридоне (Хури). 10 лет исполнял обязанности епархиального церковного судьи в городе Захле.
9 мая 1977 года назначен настоятелем подворья Антиохийской Церкви в России и представителем Патриарха Антиохийского при Патриархе Московском.
13 ноября 1988 года в Дамаске был хиротонисан во епископа Филиппопольского, викария патриарха Антиохийского, с оставлением на должности представителя при патриархе Московском и всея Руси.
В России под его духовной опекой живет небольшая православная арабская диаспора, появившаяся в Москве в 1990-е годы — сирийцы, палестинцы и ливанцы. Архиепископ Нифон духовно окормляет также антиохийскую паству в Греции. Владеет арабским, французским, английским и русским языками.
8 октября 2009 года решением Священного Синода Антиохийского Патриархата возведён в сан архиепископа. 4 июля 2014 года возведён в сан митрополита.
7 октября 2021 года решением Священного Синода Антиохийского Патриархата был избран почетным митрополитом и членом Священного Синода АПЦ.

## Награды
- ордена Поместных Православных Церквей: Русской, Румынской, Элладской, Болгарской, Чешской.
- Орден святого равноапостольного великого князя Владимира II степени;
- Орден святителя Алексия, митрополита Московского II степени (2011)[7]
- орден «Алгыс» («Благодарение») Митрополичьего округа Русской Православной Церкви в Республике Казахстан (2012);[8]
- Орден святителя Иннокентия, митрополита Московского и Коломенского 2-й степени (2014, Русская Православная Церковь)
- Орден преподобного Сергия Радонежского I степени (2 декабря 2016 года) — во внимание к усердным архипастырским трудам и в связи с 75-летием[9].
- Орден благоверного князя Даниила Московского I степени (4 декабря 2021 года) — во внимание к усердным архипастырским трудам и в связи с 80-летием[10].

Светские
- Орден «Ливанского достоинства» (2003, от президента Ливана)
- Орден Дружбы (2 августа 2007 года, Россия) — за большой личный вклад в укрепление дружественных связей между народами России и стран Ближнего Востока[11]
- Орден Заслуг I степени (22 сентября 2019 года, Ливан)[12].
- орден «За веру и Отечество» (2001, «Союз казаков России»)